# Negoro-gumi

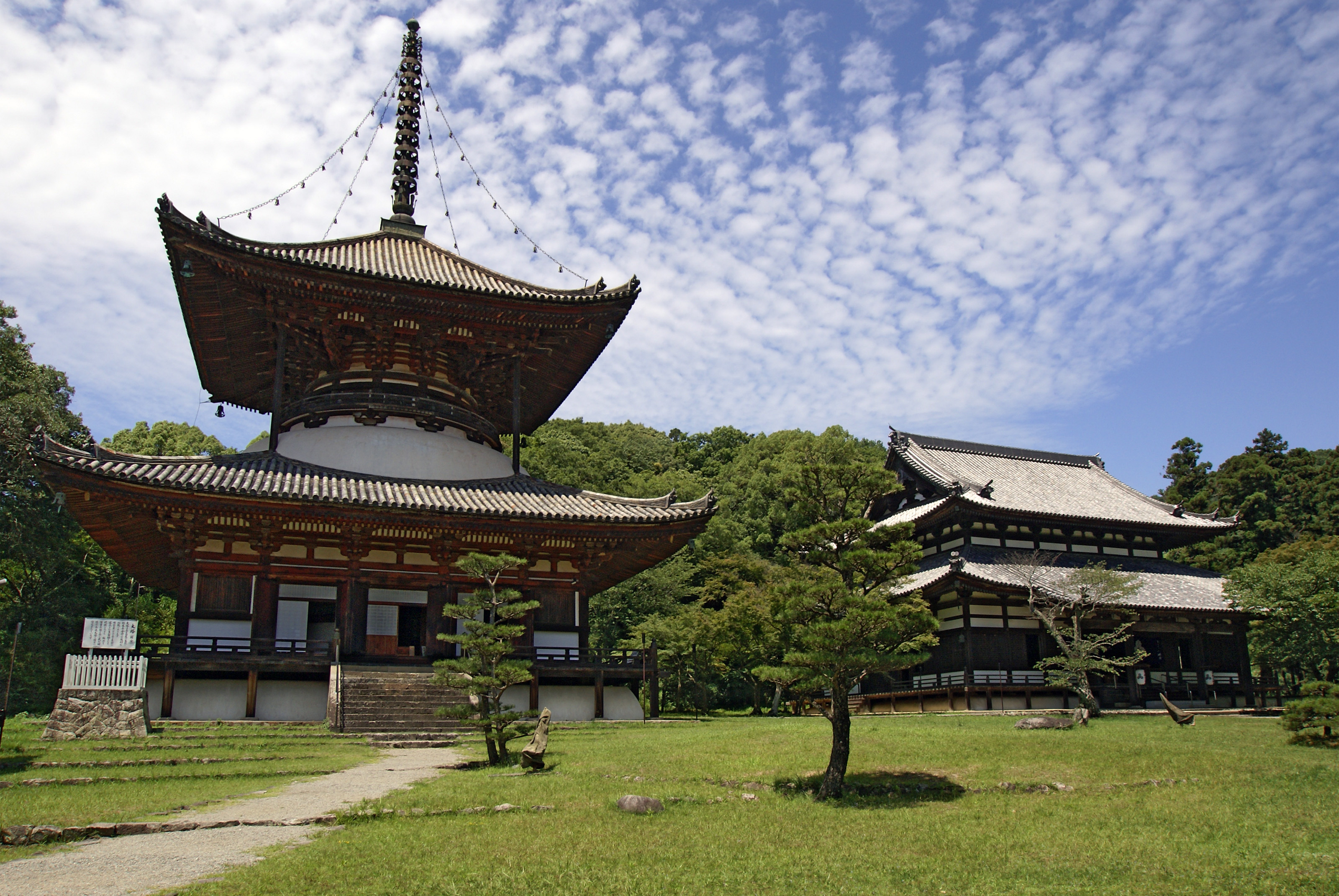
Le monastère Negoro-ji situé dans les montagnes sacrées de Katsuragi qui dominent la ville d'Iwade, préfecture de Wakayama au Japon.

Les Negoro-gumi (根来組) sont un ordre de moines guerriers installés dans le Negoro-ji dans la province de Kii au Japon. Ils sont célèbres pour leur habileté avec les armes à feu, ainsi qu'avec d'autres armes traditionnelles de moine comme les naginata. Le Negoro-ji, avec beaucoup d'autres monastères de guerriers, est assiégé en 1585, le temple est incendié et détruit par les forces de Toyotomi Hideyoshi.
Les moines du Negoro-ji sont adeptes de la secte shingi du bouddhisme japonais shingon mais sont alliés avec les moines d'autres sectes, comme les Ikkō-ikki, ainsi qu'avec Tokugawa Ieyasu, principal rival de Toyotomi Hideyoshi. Ils aident leurs alliés dans un certain nombre de batailles, dont le siège du Hongan-ji d'Ishiyama, base principale des Ikkō-ikki. Lorsque leur propre temple est assiégé en 1585, le nombre de ses habitants est estimé entre 30 000 et 50 000, bien que beaucoup ont fui avant le siège et ont cherché refuge au château d'Ōta, siège des saika-ikki. À la suite de la destruction de ce dernier, vingt-cinq des survivants rejoignent l'armée de Tokugawa Ieyasu, formant le noyau de ses escadrons d'armes à feu.
Un aperçu de la vie quotidienne des Negoro-gumi est fourni par le père Caspar Vilela, missionnaire jésuite qui a visité le temple. Il compare les moines aux rois de Rhodes, guerriers dévoués qui donneraient n'importe quoi afin de se battre pour leur religion. Toutefois, il observe que les moines du Negoro-ji se concentrent beaucoup plus sur les préparatifs militaires que sur la prière et que beaucoup n'ont même pas pris les vœux monastiques. Vilela est impressionné par leurs prouesses martiales, l'étendue de leur entraînement quotidien et la force de leurs armes et armures. Ces moines ne sont pas seulement des experts arquebusiers, mais aussi certains des meilleurs armuriers dans le pays et archers accomplis. Ils célèbrent les victoires militaires avec tous les plaisirs dont bénéficient une force laïque, se livrant à beaucoup d'activités que la vie ascétique devrait interdire, comme le vin, les femmes et les chansons.

## Source de la traduction
- (en) Cet article est partiellement ou en totalité issu de l’article de Wikipédia en anglais intitulé « Negoro-gumi » (voir la liste des auteurs).